# Jerzy Smorawiński
Jerzy Kazimierz Smorawiński (ur. 28 marca 1942 w Poznaniu) – polski specjalista medycyny sportowej, działacz sportowy, profesor nauk medycznych, w latach 1996–2002 i 2008–2016 rektor Akademii Wychowania Fizycznego w Poznaniu, senator IV i V kadencji.

## Życiorys
Syn Arkadiusza. W 1965 ukończył studia na Wydziale Lekarskim Akademii Medycznej w Poznaniu, w latach 1971–1975 uzyskiwał kolejno I i II stopień specjalizacji w zakresie chorób wewnętrznych oraz II stopień specjalizacji z medycyny sportowej. Uczestniczył w stażach zawodowych w Jordan Hill College w Glasgow (1978) i w Instytucie Medycyny Sportowej w Kolonii (1982, 1984). W latach 1975–1999 kierował Wojewódzką Przychodnią Sportowo-Lekarską w Poznaniu. W 1980 obronił doktorat w zakresie nauk medycznych, cztery lata później rozpoczął pracę w poznańskiej Akademii Wychowania Fizycznego jako adiunkt. W 1985 objął kierownictwo Zakładu Medycyny Sportowej; w 1991 uzyskał stopień doktora habilitowanego, w 1992 został mianowany profesorem nadzwyczajnym i kierownikiem Katedry Medycyny Sportowej. W 2001 otrzymał tytuł profesora nauk medycznych. W latach 1996–2002 pełnił funkcję rektora AWF, przewodniczył zarazem Kolegium Rektorów Miasta Poznania. W 2008 ponownie objął stanowisko rektora poznańskiej AWF, które zajmował do 2016.
W latach 1974–2000 był lekarzem kadry narodowej Polski w hokeju na trawie. Od 1976 był członkiem zarządu, następnie wiceprezesem, a w latach 1991–2001 prezesem Polskiego Związku Hokeja na Trawie. Wchodził także w skład władz i komisji Międzynarodowej Federacji Hokeja na Trawie oraz Europejskiej Federacji Hokeja na Trawie. Przez dwie kadencje pełnił funkcję przewodniczącego Polskiego Towarzystwa Medycyny Sportowej, wchodzi w skład rady naukowej Instytutu Sportu w Warszawie. W 2001 został konsultantem krajowym w dziedzinie medycyny sportowej. Przewodniczył także Radzie do spraw Kultury Fizycznej przy prezydencie RP (1993–1995).
Zaangażował się w działalność instytucji zajmujących się problemem dopingu w sporcie. W latach 1991–2005 był stałym przedstawicielem Polski w Grupie Monitorującej Konwencję Antydopingową Rady Europy, działał w grupach roboczych do spraw procedur i edukacji. Od 1989 pełnił funkcję przewodniczącego Komisji do Zwalczania Dopingu w Sporcie. Po upływie kadencji nie został powołany w skład komisji na następną kadencję przez ministra Tomasza Lipca, w stosunku do którego w 1993 w czasach jego kariery sportowej komisja kierowana przez Jerzego Smorawińskiego wydała opinię o naruszeniu przepisów antydopingowych, za co Tomasz Lipiec został ukarany przez Komisję Dyscyplinarną Polskiego Związku Lekkiej Atletyki czteroletnim zawieszeniem w prawach zawodnika.
W latach 1997–2005 zasiadał w Senacie jako bezpartyjny kandydat wybierany z rekomendacji Polskiego Stronnictwa Ludowego. W 1997 został wybrany w województwie poznańskim, w 2001 w okręgu poznańskim. Brał udział w pracach Komisji Nauki, Edukacji i Sportu oraz Komisji Spraw Unii Europejskiej, był równie przez dwie kadencje członkiem delegacji polskiej do Zgromadzenia Parlamentarnego Rady Europy, wiceprzewodniczącym Grupy Chrześcijańskich Demokratów i wiceprzewodniczącym Komisji Kultury, Edukacji i Sportu. Od maja do lipca 2004 był europosłem V kadencji w ramach delegacji krajowej. W 2005, 2007 i 2011 bez powodzenia kandydował w wyborach parlamentarnych (odpowiednio: z własnego komitetu do Senatu, jako lider poznańskiej listy PSL do Sejmu oraz z ramienia PSL do Senatu).

## Odznaczenia
Został odznaczony Krzyżem Oficerskim (2011) oraz Krzyżem Kawalerskim (1997) Orderu Odrodzenia Polski.

## Życie prywatne
Żonaty (żona Alicja), ma córkę Katarzynę.